# 相模原市立上溝南小学校
相模原市立上溝南小学校（さがみはらしりつ かみみぞみなみしょうがっこう）は、神奈川県相模原市中央区上溝にある公立小学校。

## 沿革
- 1977年（昭和52年）
  - 4月1日 - 開校。開校時点の教職員は30名、児童数は620名)。
  - 4月24日 - 開校記念「一家庭一本植樹」。
  - 6月24日 - PTA設立総会開催。
  - 11月1日 - この日（11月1日）を開校記念日と制定。
  - 11月22日 - 校歌・校章制定発表式開催。
- 1978年（昭和53年）4月5日 - けやき級開設。
- 1979年（昭和54年）
  - 2月24日 - 防球ネット設置。
  - 3月8日 - 第二回卒業生が卒業記念として制作した「まと当て」を設置。
  - 6月16日 - ヘチマ棚設置。
- 1980年（昭和55年）3月1日 - 楽焼釜室設置。
- 1981年（昭和56年）
  - 2月27日 - 防災無線塔設置。
  - 11月12日 - 開校5周年式典挙行し、祝賀会開催。
  - 12月19日 - 造形砂場落成式挙行。
- 1982年（昭和57年）9月16日 - ねむりの丘除幕式挙行。
- 1986年（昭和61年）
  - 8月31日 - 用水貯留地浸透施設設置。
  - 11月3日 - 創立10周年記念式典挙行し、「緑陰教室」設置
- 1990年（平成2年）12月2日 - パソコン教室設置。事務室と図書室の改造工事が完了。
- 1995年（平成7年）3月16日 - 農機具倉庫完成。
- 1996年（平成8年）
  - 7月22日 - 創立20周年記念事業として、NHK夏期巡回ラジオ体操実施。
  - 11月9日 - 創立20周年記念式典挙行し、一輪車コース「藤棚コース」設置。
- 1998年（平成10年）7月15日 - 体育館通路照明工事完了。
- 1999年（平成11年）5月15日 - 図書室にインターネット設置し、使用開始。
- 2000年（平成12年）8月31日 - 校庭東側に防球ネット設置。
- 2001年（平成13年）
  - 1月11日 - 二代目校章旗購入。
  - 3月23日 - 備蓄倉庫設置。
  - 6月11日 - プール塗装工事完了。
  - 8月25日 - コンピュータ機器更新（Windows ME）。
- 2002年（平成14年）
  - 1月24日 - 校庭南側防球ネット設置。
  - 2月5日 - 一輪車置き場設置。
  - 6月15日 - 外柵第一期改修工事完了。
  - 9月2日 - 職員用更衣室改修
  - 11月16日 - 体育館改修工事。
  - 12月3日 - 昇降口タイル改修。
- 2003年（平成15年）
  - 2月14日 - 外柵二期改修工事。
  - 3月17日 - 相談室カーテン設置。
  - 9月1日 - 体育館床と壁面改修。
- 2004年（平成16年）
  - 3月1日 - 物置小屋設置。
  - 3月5日 - 資源倉庫設置。
  - 8月2日 - 校舎受水槽改修。
- 2006年（平成18年）
  - 5月29日 - 航空写真撮影。
  - 11月11日 - 創立30周年記念式典挙行。
- 2007年（平成19年）8月31日 - 校舎A棟大規模改修工事完了。
- 2008年（平成20年）8月31日 - 校舎B棟大規模改修と校舎A棟エレベーター設置の両工事完了。線路沿い校地フェンス設置。
- 2009年（平成21年）8月18日 - パソコン教室改装。
- 2010年（平成22年）
  - 1月24日 - 地デジ対応大型テレビ設置。
  - 2月6日 - 太陽光パネル設置工事開始。
  - 2月21日 - 百葉箱設置。
- 2011年（平成23年）
  - 8月4日 - パソコン機器更新。
  - 11月9日 - 体育館床改修工事。
- 2012年（平成24年）12月13日 - 防球ネット設置。
- 2014年（平成26年）2月27日 - 体育館改修工事。
- 2015年（平成27年）1月8日 - 仮設校舎工事。
- 2016年（平成28年）
  - 2月26日 - 給食室非常用発電設備設置。
  - 7月12日 - 40周年記念航空写真撮影。
  - 7月25日 - パソコン教室機器更新。
  - 10月25日 - プール補修工事完了。
  - 11月1日 - 第40回開校記念日。
- 2017年（平成29年）3月1日 - 屋外トイレ完成。
- 2022年（令和4年）
  - 時期不明 - ドローンによる45周年記念映像作成。
  - 8月1日 - 防災備蓄倉庫設置。

## 通学区域
出典
- 相模原市中央区
  - 上溝（31～44番・52番・56番・114番(1号・3号)・115番1号・116番1号・119～133番・134番(1号・6号)・135番(1号・3号)・137番・185番1号・186番1号・187～189番・190番1号・191番1号・192～244番・245番(1号・3号)・246番1号・247番1号・248番(1号・3〜6号)・249～270番・273番(1号・6号・7号)・274番1号・275番1号・277番(1号・2号)・297～1673番・1674番(2号・4号・6号)・1675番(1号・2号・5号・7号・8号・10〜12号・14号・15号)・1676～1747番・1750～1759番・1771番・1772番1号・1923～1962番・2027～2042番・2046番・2047番・2086～2088番・2158～2164番・2241～2245番・2246番1号・2247～2258番・2282～2286番・5909番）

## 進学中学校
出典
- 相模原市中央区
  - 相模原市立上溝南中学校

## 周辺
- 相模原市上溝南こどもセンター - 相模原市道をはさんで、敷地が隣接。
- 相模原市消防団第1分団第7部
- JR相模線 - 線路はすぐ近くを通るが、番田駅は離れている。

以下はJR相模線の西側に位置する
- 神奈川県警相模原警察署番田交番
- 神奈川県道46号相模原茅ヶ崎線
- 神奈川県立上溝南高等学校

## 交通アクセス
- JR東日本相模線番田駅から、徒歩約715m・約11分。